# Majmakan
Majmakan – rzeka w Rosji, w Kraju Chabarowskim; lewy dopływ Mai. Długość 421 km; powierzchnia dorzecza 18 900 km².
Źródła w górach Dżugdżur; płynie w kierunku północnym; uchodzi do Mai na Wyżynie Judomsko-Majskiej.
Zamarza od października do maja; zasilanie deszczowo-śniegowe.